# Wingst
Wingst là một đô thị ở huyện huyện Cuxhaven, trong bang Niedersachsen, nước Đức. Đô thị Wingst có diện tích 55,62 km².
Wingst thuộc Tổng giáo phận Bremen, lập 1180. 